# Plano de fase
Na matemática aplicada, em particular no contexto de análise de sistemas não lineares, um plano de fase é uma exibição visual de certas características de alguns tipos de equações diferenciais; um plano de coordenadas com eixos sendo os valores das duas variáveis de estado, digamos que {\displaystyle (x,y)}ou {\displaystyle (q,p)}. Sejam esses quaisquer pares de variáveis. Este é um caso bidimensional do espaço de fase geral n-dimensional{\displaystyle .}
O método do plano de fase refere-se à determinação gráfica da existência de ciclos limites nas soluções da equação diferencial.
As soluções para a equação diferencial são uma família de funções. Graficamente, isso pode ser traçado no plano de fase como um campo vetorial bidimensional. Vetores representando as derivadas dos pontos em relação a um parâmetro (digamos, tempo {\displaystyle t}), ou seja {\displaystyle (dx/dt,\operatorname {d} \!y/\operatorname {d} \!t)}, e são desenhados nos pontos representativos. Com essas setas, o comportamento do sistema nas regiões do plano em análise pode ser visualizado e os ciclos limites podem ser facilmente identificados.
Todo o campo é o retrato da fase, um caminho específico percorrido ao longo de uma linha de fluxo (ou seja, um caminho sempre tangente aos vetores) é um caminho de fase. Os fluxos no campo vetorial indicam a evolução no tempo do sistema que a equação diferencial descreve.
Dessa maneira, os planos de fase são úteis para visualizar o comportamento dos sistemas físicos ; em particular, de sistemas oscilatórios, como modelos predadores-presas (ver equações de Lotka-Volterra ). Nesses modelos, os caminhos de fase podem "espiralar" em direção ao zero, "espiralar" em direção ao infinito, ou alcançar situações neutras estáveis chamadas centros onde o caminho traçado pode ser circular, elíptico ou ovóide, assim como alguma variante do mesmo. Portanto, isso é útil para determinar se a dinâmica é estável ou não.
Outros exemplos de sistemas oscilatórios são certas reações químicas com várias etapas, algumas das quais envolvem equilíbrios dinâmicos em vez de reações que são totalmente concluídas. Nesses casos, pode-se modelar a ascensão e queda da concentração do reagente e do produto (ou massa ou quantidade de substância) com as equações diferenciais corretas e uma boa compreensão da cinética química .

## Exemplo de um sistema linear
Um sistema bidimensional de equações diferenciais lineares pode ser escrito na forma:
{\displaystyle {\begin{aligned}{\frac {dx}{dt}}&=Ax+By\\{\frac {dy}{dt}}&=Cx+Dy\end{aligned}}}
que pode ser organizado em uma equação matricial :
{\displaystyle {\begin{aligned}&{\frac {d}{dt}}{\begin{pmatrix}x\\y\\\end{pmatrix}}={\begin{pmatrix}A&B\\C&D\\\end{pmatrix}}{\begin{pmatrix}x\\y\\\end{pmatrix}}\\&{\frac {d\mathbf {x} }{dt}}=\mathbf {A} \mathbf {x} .\end{aligned}}}
onde A é a matriz do coeficiente 2 × 2 acima e x = (x, y) é um vetor de coordenadas de duas variáveis independentes .
Este sistema pode ser resolvido analiticamente usando, nesse caso, a integração{\displaystyle :}
{\displaystyle {\frac {dy}{dx}}={\frac {Cx+Dy}{Ax+By}}}
embora as soluções sejam funções implícitas em {\displaystyle x} e {\displaystyle y} e sejam difíceis de interpretar.

### Resolução usando valores próprios
{\displaystyle \det(\mathbf {A} -\lambda \mathbf {I} )=0}
e autovetores :
{\displaystyle \mathbf {A} \mathbf {x} =\lambda \mathbf {x} }
Os autovetores representam as potências dos componentes exponenciais e os autovetores são coeficientes. Se as soluções são escritas em forma algébrica, elas expressam o fator de multiplicação fundamental do termo exponencial. Devido à não singularidade dos autovetores, todas as soluções obtidas dessa forma têm constantes indeterminadas {\displaystyle c_{1},c_{2},...,c_{n}}.
A solução geral é:
{\displaystyle x={\begin{bmatrix}k_{1}\\k_{2}\end{bmatrix}}c_{1}e^{\lambda _{1}t}+{\begin{bmatrix}k_{3}\\k_{4}\end{bmatrix}}c_{2}e^{\lambda _{2}t}.}
onde {\displaystyle \lambda _{1}} e {\displaystyle \lambda _{2}} são os autovalores e {\displaystyle (k_{1},k_{2})}, {\displaystyle (k_{3},k_{4})} são os autovetores básicos. As constantes {\displaystyle c_{1}} e {\displaystyle c_{2}} são responsáveis pela não singularidade dos autovetores e não são solucionáveis, a menos que seja dada uma condição inicial para o sistema.
O determinante acima leva ao polinômio característico :
{\displaystyle \lambda ^{2}-(A+D)\lambda +(AD-BC)=0}
que é apenas uma equação quadrática da forma:
{\displaystyle \lambda ^{2}-p\lambda +q=0}
Onde;
{\displaystyle p=A+D=\mathrm {tr} (\mathbf {A} )\,,}
("tr" indica traço ) e
{\displaystyle q=AD-BC=\det(\mathbf {A} )\,.}
A solução explícita dos autovalores é então dada pela fórmula quadrática:
{\displaystyle \lambda ={\frac {1}{2}}(p\pm {\sqrt {\Delta }})\,}
Onde
{\displaystyle \Delta =p^{2}-4q\,.}

### Autovetores e nós
Os autovetores e os nós determinam o perfil dos caminhos da fase, fornecendo uma interpretação pictórica da solução para o sistema dinâmico, conforme mostrado a seguir{\displaystyle :}

Classificação dos pontos de equilíbrio de um sistema linear autônomo. Esses perfis também surgem para sistemas autônomos não lineares em aproximações linearizadas.

O plano de fase é então configurado primeiro desenhando linhas retas representando os dois autovetores (que representam situações estáveis em que o sistema converge para essas linhas ou diverge delas). Em seguida, o plano de fase é traçado usando linhas completas em vez de traços de campo de direção. Os sinais dos autovalores dirão como o plano de fase do sistema se comporta:
- Se os sinais forem opostos, a interseção dos autovetores é um ponto de sela .
- Se os sinais forem positivos, os autovetores representam situações estáveis das quais o sistema diverge e a interseção é um nó instável .
- Se os sinais forem negativos, os autovetores representam situações estáveis para as quais o sistema converge e a interseção é um nó estável .

Os casos acima podem ser visualizados lembrando o comportamento de termos exponenciais em soluções de equações diferenciais.

### Autovalores repetidos
Este exemplo diz respeito apenas ao caso de autovalores reais e separados. Os autovalores reais e repetidos requerem a solução da matriz do coeficiente com um vetor desconhecido e o primeiro autovetor para gerar a segunda solução de um sistema dois por dois, {\displaystyle (2\times 2)}. No entanto, se a matriz for simétrica, é possível usar o autovetor ortogonal para gerar a segunda solução.

### Autovalores complexos
Autovalores e autovetores complexos geram soluções na forma de senos e cossenos, assim como exponenciais. Uma das simplicidades nessa situação é que apenas um autovalor e apenas um autovetor é necessário para gerar todo o conjunto de soluções para o sistema.